# NKVD
Ljudski komisariat za notranje zadeve (rusko Народный комиссариат внутренних дел, НКВД, Narodnij komissariat vnutrennih del, NKVD) je bila sovjetska varnostno-obveščevalna služba, ki je nastala z reorganizacijo GPU leta 1922.
Organizacija je bila zadolžena za izvajanje rednega nadzora nad življenjem ljudi ter nadzorovanja zaporov in koncentracijskih taborišč Gulag v državi. Med leti 1930 in 1934 so bile njene funkcije premeščene na druge sovjetske organizacije.
Naloge OGPU (organizacije tajne policije) so bile leta 1934 prenesene na NKVD, s čimer je dobila nalogo za zagotavljanje nadzora nad dejavnostmi kazenskega pregona, ki je trajal vse do konca druge svetovne vojne. V tem obdobju je NKVD vključevala tako običajne dejavnosti javnega reda kot dejavnosti tajne policije. NKVD je najbolj znana po svoji vlogi pri zatiranju političnih nasprotnikov ter izvajanju velike čistke in številnih množičnih usmrtitev, ki jih je izvajala po naročilu Josifa Stalina. Policijo so v času stalinizma vodili Genrik Jagoda, Nikolaj Ježov in Lavrentij Berija.
NKVD je izvedla množične izvensodne usmrtitve državljanov ter načrtoval, odprl in upravljal sistem taborišč za prisilno delo Gulag. Njihovi agenti so bili odgovorni za zatiranje premožnejših kmetov. Nadzirali so zaščito sovjetskih meja in vohunjenje (ki je vključevalo politične umore) ter uveljavljali sovjetsko politiko v komunističnih gibanjih in marionetnih vladah v drugih državah, predvsem politično represijo in pokole na Poljskem, da bi zatrli opozicijo in vzpostavili politični nadzor.
Marca 1946 je bila NKVD razpuščena in nadomestilo jo je Ministrstvo za notranje zadeve (MVD).